# Staufen (Brisgovia)
Staufen (también, Staufen im Breisgau) es una ciudad situada en el distrito de Brisgovia-Alta Selva Negra, en Baden-Württemberg, Alemania. Tiene una población estimada, a mediados de 2022, de 8406 habitantes.

## Historia
Se conoce la existencia de la localidad desde el año 770, siendo mencionada en el Códice de Lorsch. En el siglo XIV ya se menciona como ciudad. Estuvo vinculada a la familia nobiliaria Staufen hasta que con el tiempo se incluyó en la Austria Anterior de la Casa de Habsburgo. En 1806 se incorporó al Gran Ducado de Baden. Entre 1971 y 1974 se amplió el territorio de la ciudad con la incorporación de los hasta entonces municipios de Wettelbrunn y Grunern.
|             |
| Vista aérea |

|                          |
| Castillo en el trasfondo |

|                      |
| Ayuntamiento y plaza |

|                     |
| Iglesia protestante |

## Museos
- Stadtmuseum im Rathaus (Museo de la Ciudad en el Ayuntamiento). En la planta baja se instalaron vitrinas dedicadas a la Revolución alemana de 1848-1849, Johann Georg Faust y el Renacimiento alemán.[14]
- Keramikmuseum Staufen (Museo de Cerámica). Es una sucursal del Museo Estatal de Baden.[15]

## Hermanamiento
- Bonneville,[16] Francia
- Kazimierz Dolny,[17] Polonia
- Dolores (Buenos Aires), Provincia de Buenos Aires, Argentina (30 de noviembre de 2017)[18]